# Phelister trigonisternus
Phelister trigonisternus är en skalbaggsart som beskrevs av Sylvain Auguste de Marseul 1889. Phelister trigonisternus ingår i släktet Phelister och familjen stumpbaggar. Inga underarter finns listade i Catalogue of Life.